# Suilaasartooq
Suilaasartooq (nach alter Rechtschreibung Suvilaussartôĸ) ist ein grönländischer Berg im Distrikt Upernavik in der Avannaata Kommunia. Er ist mit einer Höhe von 820 m die höchste Erhebung auf der Insel Qulleqqorsuit.